# Verzetsmonument Halfweg
Het Verzetsmonument Halfweg is een oorlogsmonument in Halfweg in de gemeente Haarlemmermeer.
Het monument bestaat uit een sokkel en een beeld. Het beeld is ontworpen door Jan Havermans. Hij gaf een verzetsstrijder weer die met opgeheven arm oproept tot verzet. Het beeld stond oorspronkelijk op een marmeren voetstuk aan de Spaarndammerdijk te Halfweg, de plek waar de tien verzetshelden op 17 februari 1945 werden gefusilleerd. Ze maakten deel uit van de Stoottroep Anna Paulowna, een onderdeel van de Binnenlandse Strijdkrachten van augustus 1944 tot juni 1945. De reden van de fusillade was dat ze een aanslag hadden gepleegd op de spoorlijn Amsterdam-Haarlem. De groep werd verraden door een NSB-sympathisant, die zelf op 31 maart 1945 door het verzet werd omgebracht. De groep werd ondergebracht in het Huis van Bewaring aan de Weteringschans en de leden kwamen op de Todeskandidatenlijst (kandidaten werd gefusilleerd als represaille).  
Op de sokkel staan de tien namen:
- P.H. de Booij (Pierre Hendrik de Booij)
- H. Dirkzwager (Hillebrandt Dirkzwager)
- J. Dol (Jan Dol)
- G Philipsen (Gabriël Philipsen)
- A. Vermaat (Anton Vermaat)
- A.P. de Visser (Andries Pieter de Visser)
- A.B. van Waarden (Abraham Bonifacius van Waarden)
- D.A. van Rees (Dirk Andries van Rees)
- W.P. Speelman (Willem Pieter Speelman)
- L.J.M. van der Weijden (Louis Joseph Marie van der Weijden)

Havermans maakte destijds eerst gips- en/of kleimodellen, voordat het definitieve beeld in brons gegoten werd. Het beeld werd op 15 april 1950 onthuld in aanwezigheid van familieleden van de slachtoffers en de burgemeester L.H. Simons. Burgemeester Pieter Heiliegers hield op 4 mei 2017 een toespraak bij het beeld dat juist daarvoor verplaatst was naar bij de Dubbele Buurt in Halfweg.